# Letitia Wright
Pour les articles homonymes, voir Wright.
Letitia Wright, née le 31 octobre 1993 à Georgetown au Guyana, est une actrice guyano-britannique.
Elle commence sa carrière dans les années 2010, à la télévision britannique et se fait connaître progressivement, notamment grâce au rôle principal du film dramatique Urban Hymn (2016).
En 2017, sa participation à un épisode de la série plébiscitée Black Mirror lui vaut une proposition pour le Primetime Emmy Award de la meilleure actrice dans un second rôle dans une mini-série ou un téléfilm.
En 2018, considérée comme un nouvel espoir du cinéma britannique, elle accède à la notoriété à travers plusieurs projets d'envergure qui la révèlent au grand public : Elle rejoint l'univers cinématographique Marvel pour y interpréter le personnage de Shuri, la sœur de T'Challa / Black Panther. Elle intervient dans les blockbusters suivants : Black Panther (2018) et Avengers: Infinity War (2018) et elle est aussi dirigée par Steven Spielberg pour le film de science-fiction Ready Player One (2018).
Elle remporte le prix Rising Star Awards lors des BAFTA Awards 2019. Dès lors, elle joue dans des longs métrages tels que Guava Island (2019) et Mort sur le Nil (2022).
Le 1er février 2023, L'Université de Guyana lui décerne un doctorat honorifique en Arts et Lettres pour sa carrière.

## Biographie

### Jeunesse et formation
Letitia Michelle Wright est née au Guyana. Sa famille quitte le pays pour s'installer à Londres quand elle a 7 ans.
Wright envisage la carrière d'actrice en voyant le long métrage dramatique Akeelah and the Bee, avec Keke Palmer, Angela Bassett et Laurence Fishburne. Elle est alors inspirée par le personnage principal qu'elle prend pour modèle.

### Débuts britannique (2011-2016)
Déterminée à percer dans ce milieu, elle contacte différents agents par courriel et commence à être choisie pour de petits rôles. Elle débute à la télévision anglaise en intervenant dans diverses séries télévisées comme le soap opera Holby City et la dramatique Top Boy.
En 2011, elle joue dans son premier long métrage pour le drame d'action britannique indépendant Victim porté par Ashley Madekwe.
L'année d'après, elle est remarquée dans le drame My Brother the Devil, où Screen International la désigne parmi les « Stars de demain » en 2012. Suivront des participations à diverses séries télévisées anglaises ainsi qu'un téléfilm salué par la critique, Glasgow Girls.
Michael Caton-Jones la choisit ensuite pour jouer le rôle titre du drame Urban Hymn qui attire l'attention sur elle,.
Elle joue ensuite dans un épisode de la série culte Doctor Who et elle décroche un rôle récurrent dans la seconde saison de la série Humans, un show de science-fiction, qui s'avère être le genre qui va la révéler au grand public, .

### Percée et révélation internationale (2017-)

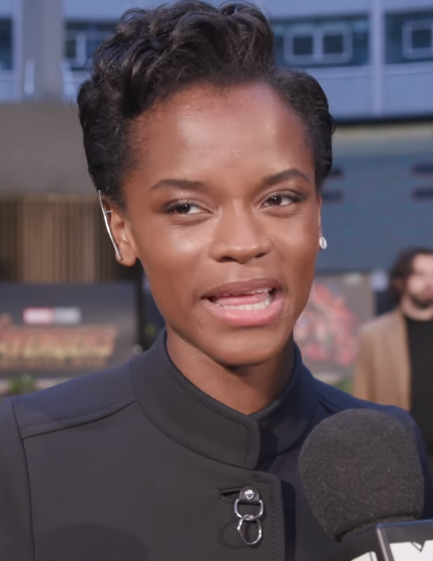
Lors de l'avant-première londonienne dAvengers: Infinity War, en 2018.

En 2017, elle joue le rôle principal du dernier épisode de la quatrième saison (Black Museum) de la série télévisée Black Mirror, ce qui lui vaut une citation pour le Primetime Emmy Award de la meilleure actrice dans un second rôle dans une mini-série ou un téléfilm,.
En 2018, elle se tourne vers des productions d'envergure, qui lui permettent d'accéder à une audience internationale et d'être considérée comme un espoir du cinéma britannique :
Elle intègre l’adaptation Ready Player One de Steven Spielberg pour incarner Reb, puis, elle joue un second rôle remarqué dans le blockbuster de super-héros Black Panther, qui reçoit un accueil critique dithyrambique et de ce fait, elle rejoint la distribution des films de l'univers cinématographique Marvel,. Ce rôle lui vaut de remporter le prix de la meilleure actrice dans un film de science-fiction lors de la 20e cérémonie des Teen Choice Awards. Elle passe également sur le film : Black Panther Wakanda Forever suite a la mort de T'challa qui se nomme en réalité : Chadwick Boseman.
Elle décroche aussi un petit rôle dans The Passenger, un drame d'action porté par Liam Neeson, Vera Farmiga et Patrick Wilson. Ce début de carrière tonitruant, est appuyé par le réalisateur Michael Caton-Jones qui la compare à son protégé, Leonardo DiCaprio.
La même-année, elle rejoint la large distribution du blockbuster attendu Avengers: Infinity War, un autre succès au box-office.
En 2019, couronnée de succès, elle remporte l'Actor de la meilleure distribution aux côtés du casting principal de Black Panther, lors de la 25e cérémonie des Screen Actors Guild Awards. Et personnellement, elle reçoit le prix convoité Rising Star Awards lors de la 72e cérémonie des British Academy Film Awards ainsi que le Black Reel Awards de la révélation féminine et le prix de la meilleure révélation dans un film lors de la 50e cérémonie des NAACP Image Awards.

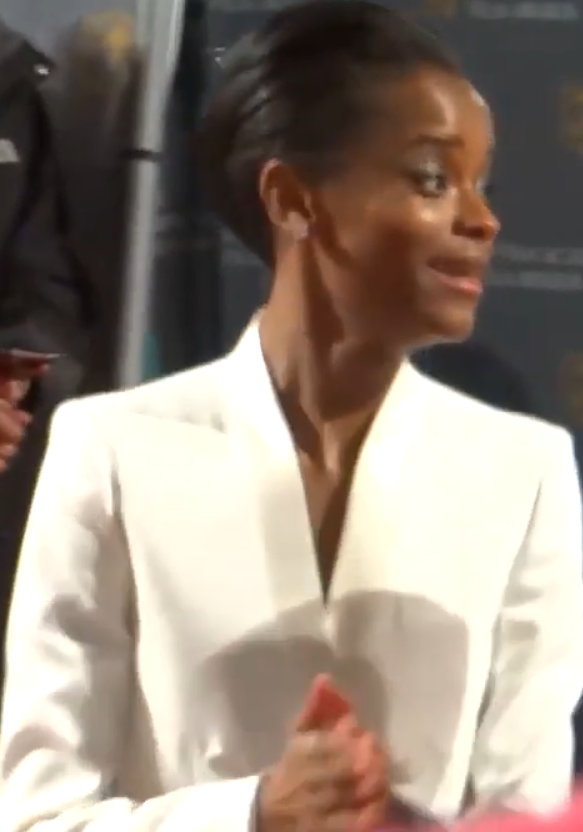
En 2019, lors de la cérémonie des British Academy Film and Television Arts Awards.

La même année, elle participe à la première réalisation d'Hiro Murai, aux côtés de Rihanna et Donald Glover, Guava Island,. Il s'agit d'un film musical diffusé en avant-première au Festival de Coachella le 11 avril 2019. Il est ensuite distribué sur la plateforme Amazon Studios par le biais d'Amazon Prime Video. Le film a été aussi été diffusé sur la page YouTube de Coachella et sur Twitch. 
En 2020, elle rejoint la large distribution réunie pour Mort sur le Nil. Il s'agit de l'adaptation cinématographique du roman éponyme d'Agatha Christie. Elle fait suite au film Le Crime de l'Orient-Express (2017), également réalisé par Kenneth Branagh qui interprète par ailleurs le célèbre détective privé belge Hercule Poirot. Elle y partage la vedette aux côtés d'une pléiade de stars de cinéma comme Gal Gadot, Armie Hammer, Annette Bening et Rose Leslie. 

### Vie personnelle
Elle considère les actrices Naomie Harris et Viola Davis comme ses principales sources d'inspiration et des exemples de carrière à suivre.
Croyante, elle dénonce ce qu'elle présente comme une censure des médias au sujet de sa foi. En recevant son Rising Star Awards, elle avait d'ailleurs publiquement remercié Dieu au début de son discours. 
L'actrice s'est opposée au vaccin contre la Covid-19.

## Filmographie

### Cinéma

#### Court métrage
- 2017 : Cake d'Alan Friel

#### Longs métrages
- 2011 : Victim (en) d'Alex Pillai : Nyla
- 2012 : My Brother the Devil de Sally El Hosaini : Aisha
- 2015 : Urban Hymn (en) de Michael Caton-Jones : Jamie Harrison
- 2018 : The Passenger de Jaume Collet-Serra : Jules
- 2018 : Black Panther de Ryan Coogler : Shuri
- 2018 : Ready Player One de Steven Spielberg : Reb
- 2018 : Avengers: Infinity War d'Anthony et Joe Russo : Shuri
- 2019 : Avengers: Endgame d'Anthony et Joe Russo : Shuri
- 2019 : Guava Island de Hiro Murai : Yara Love
- 2021 : Tous en scène 2 de Garth Jennings : Nooshy (voix)
- 2022 : Mort sur le Nil de Kenneth Branagh : Rosalie Ottenbourne
- 2022 : Black Panther: Wakanda Forever de Ryan Coogler : Shuri / Black Panther
- 2022 : Silent Twins d'Agnieszka Smoczyńska
- 2026 : Avengers: Doomsday d'Anthony et Joe Russo : Shuri / Black Panther

### Télévision

#### Séries télévisées
- 2011 : Holby City : Ellie Maynard (saison 13, épisodes 28 et 29)
- 2011 : Top Boy : Chantelle (saison 1, 4 épisodes)
- 2013 : Coming Up (en) : Hannah (saison 11, épisode 3)
- 2014 : Chasing Shadows (en) : Taylor Davis (saison 1, 2 épisodes)
- 2015 : Banana (en) : Vivienne Scott (saison 1, 3 épisodes)
- 2015 : Cucumber : Vivienne Scott (saison 1, 4 épisodes)
- 2015 : Doctor Who : Anahson (saison 9, épisode 10)
- 2016 : Humans : Renie (saison 2, 7 épisodes)
- 2017 : Black Mirror : Nish (saison 4, épisode 6)
- 2020 : Small Axe : Altheia Jones (mini-série)

#### Téléfilms
- 2011 : Random de Debbie Tucker Green : Girl 3
- 2014 : Glasgow Girls de Brian Welsh : Amal

### Clip vidéo
- 2018 : Nice for What de Drake

### Productrice
- The Silent Twins (2022)
- Surrounded (2023)
- Le Son de l'Espoir - L'Histoire de Possum Trot (2024 ; productrice exécutive)

## Distinctions
Sauf indication contraire ou complémentaire, les informations mentionnées dans cette section proviennent de la base de données IMDb.

### Récompenses
- Black Reel Awards for Television 2018 : meilleure actrice dans un second rôle dans une mini-série ou un téléfilm pour Black Mirror
- Teen Choice Awards 2018 : meilleure actrice dans un film de science fiction pour Black Panther
- 72e cérémonie des British Academy Film Awards 2019 : Rising Star Award (meilleur espoir)
- Black Reel Awards 2019 : meilleure révélation féminine pour Black Panther
- 25e cérémonie des Screen Actors Guild Awards 2019 : meilleure distribution pour Black Panther
- 50e cérémonie des NAACP Image Awards 2019 : meilleure révélation dans un film pour Black Panther

### Nominations
- British Independent Film Awards 2016 : Révélation féminine pour Urban Hymn
- BET Awards 2018 :
  - meilleure actrice pour Black Mirror
  - meilleure actrice pour Black Panther
- IGN Summer Movie Awards 2018 : meilleure actrice dans un second rôle pour Black Panther
- MTV Movie & TV Awards 2018 :
  - meilleure équipe à l'écran pour Black Panther, nomination partagée avec Chadwick Boseman, Lupita Nyong'o et Danai Gurira
  - meilleure voleuse de vedette pour Black Panther
- Online Film & Television Association 2018 : meilleure actrice dans un second rôle dans une mini-série ou un téléfilm pour Black Mirror
- 69e cérémonie des Primetime Emmy Awards 2018 : meilleure actrice dans un second rôle dans une mini-série ou un téléfilm pour Black Mirror
- Teen Choice Awards 2018 : Révélation de l’année
- Saturn Awards 2018 : Meilleure interprétation par une jeune actrice pour Black Panther
- Alliance of Women Film Journalists 2019 : meilleure révélation pour Black Panther
- Black Reel Awards 2019 : meilleure actrice dans un second rôle pour Black Panther
- Gold Derby Awards 2019 : meilleure distribution pour Black Panther
- Online Film & Television Association 2019 :
  - meilleure révélation féminine pour Black Panther
  - meilleure distribution pour Black Panther
- 50e cérémonie des NAACP Image Awards 2019 : meilleure actrice dans un second rôle pour Black Panther

## Voix francophones
En version française, Letitia Wright est notamment doublée par Aurélie Konaté, cette dernière étant sa voix dans l'univers cinématographique Marvel et dans le film Mort sur le Nil. Emilie Charbonnier la double dans Black Mirror.